# Саркисов, Ашот Аракелович
Ашот Аракелович Сарки́сов (30 января 1924, Ташкент, Киргизская АССР — 17 октября 2022, Москва) — советский и российский учёный и военный деятель, академик РАН (1994), вице-адмирал (1978), лауреат Международной энергетической премии «Глобальная энергия» (2014), лауреат премии Правительства РФ в области науки и техники (2013), награждён Золотой медалью Российской академии наук имени академика А. П. Александрова (2007), Почётный профессор Военно-морской академии (г. Санкт-Петербург), Почётный профессор Военно-морского инженерного института (г. Санкт-Петербург).

## Биография
Родился в семье служащего (отец — Саркисов Аракел Ованесович, армянин, мать — Евгения Богдановна). В 1941 году окончил русскую среднюю школу в Ташкенте, в июне поступил в Высшее военно-морское инженерное училище имени Ф. Э. Дзержинского. В августе вместе с училищем был эвакуирован в Правдинск (Горьковская область). В ноябре 1941 года в составе большой группы курсантов был направлен на формирование 85-й отдельной морской стрелковой бригады, в рядах которой с январе 1942 года сражался на Карельском фронте. Был старшиной роты, командиром отделения автоматчиков, затем приказом командования был назначен старшиной штрафной роты. В 1944 году окончил фронтовые курсы младших лейтенантов, после чего командовал миномётным взводом и минометной ротой 26-го стрелкового полка 83-й стрелковой дивизии в 26-й армии. Участвовал в преследовании противника на кандалакшском и кестеньгском направлениях и в Петсамо-Киркенесской наступательной операции, в том числе и в боях за освобождение Норвегии.
В апреле 1945 года в звании старшего лейтенанта отозван с фронта; зачислен слушателем Высшего военно-морского инженерного училища имени Ф. Э. Дзержинского, которое окончил с отличием в 1950 году с присвоением звания капитан-лейтенант. Имя А. А. Саркисова занесено на мраморную доску почёта училища. На Всесоюзном конкурсе научных работ слушателей высших военных учебных заведений в 1949 году получил первую премию. В 1951 году экстерном окончил математико-механический факультет Ленинградского государственного университета.
С 1950 по 1954 год служил на кораблях Балтийского флота в должности флагманского инженер-механика бригады торпедных катеров. В 1954 году поступил в адъюнктуру Высшего военно-морского инженерного училища имени Ф. Э. Дзержинского, защитил кандидатскую диссертацию. В звании капитан 2-го ранга назначен преподавателем в Севастопольском высшем военно-морском инженерном училище (СВВМИУ), в котором прослужил в общей сложности 27 лет. Читал лекции по курсу «Корабельные ядерные энергетические установки». В 1959 году назначен начальником первой в системе военных учебных заведений кафедры ядерных реакторов и парогенераторов подводных лодок. Стоял у истоков создания в СВВМИУ уникального действующего комплекса «Борт-70» с учебно-исследовательским действующим ядерным реактором ИР-100, который был первым в мире ядерным реактором, созданным при образовательном учреждении. В ноябре 1971 года назначен начальником СВВМИУ, которое являлось основной базой подготовки инженеров-офицеров для советского атомного подводного флота. За время его руководства училищем в СВВМИУ было подготовлено более 10 тысяч высококлассных специалистов по эксплуатации корабельных атомных энергетических установок для атомного подводного флота СССР.
В 1983 году был назначен заместителем начальника Военно-морской академии имени А. А. Гречко (Ленинград) по научной работе; в 1985 году — председателем Научно-технического комитета Военно-Морского Флота. Вышел в отставку в 1989 году.
Звание контр-адмирал присвоено в 1971 году; звание вице-адмирал присвоено в 1978 году.
Скончался 17 октября 2022 года. Похоронен 20 октября 2022 года в Москве на Троекуровском кладбище.

## Научная деятельность
Защитил докторскую диссертацию в 1968 году. В 1969 г. присвоено звание профессора. Избран членом-корреспондентом Академии наук СССР по специальности «энергетика (в том числе ядерная энергетика)» (1981); избран действительным членом РАН по специальности «энергетика» (1994).
Основные направления фундаментальных, прикладных и поисковых исследований А. А. Саркисова (подробнее см. направления научной деятельности) связаны с обеспечением надежности и безопасности корабельной ядерной энергетики на всех этапах её жизненного цикла и решением проблем радиоэкологической безопасности, в том числе арктического региона. А. А. Саркисов является автором первой в мире монографии (см. обложку) по нестационарным и аварийным режимам работы корабельных ядерных энергетических установок (1964 г.), автором многих учебников, которые стали настольными книгами для нескольких поколений инженеров-атомщиков. Разработанные в трудах А. А. Саркисова математические модели динамического комплекса «ядерная энергетическая установка (ЯЭУ) — гребной винт — корпус атомной подводной лодки» легли в основу создания первых полномасштабных учебных тренажеров по управлению корабельными ядерными энергетическими установками для ВМФ страны. Проведённые А. А. Саркисовым теоретические и экспериментальные исследования позволили впервые создать принципиально новый бесшумный энергоисточник — термоэлектрический генератор, встроенный в активную зону ядерного реактора.
В течение более 30 лет (с 1985 по 2017 гг.) являлся председателем Экспертного совета ВАК РФ по проблемам флота и кораблестроению.
Организатор и сопредседатель с российской стороны ряда международных научных конференций, в том числе по проблемам утилизации выведенных из эксплуатации объектов атомного флота и экологической реабилитации обеспечивающей инфраструктуры (1993, 1997, 2002, 2004 гг.), по перспективам развития атомных станций малой мощности (2010 г., 2013 г.) и ряда других.
Являясь сопредседателем с российской стороны совместного научного комитета, созданного в рамках сотрудничества РАН и НАН США, осуществлял руководство и принимал участие в научных исследованиях, посвящённых проблемам нераспространения ядерного оружия (2004, 2005 гг.). Эти исследования получили высокую оценку со стороны международной научной общественности, руководства двух академий наук, официальных структур, в том числе МАГАТЭ.
Руководил в 2003—2007 гг. разработкой «Стратегического мастер-плана утилизации и экологической реабилитации выведенных из эксплуатации объектов атомного флота и обеспечивающей инфраструктуры в Северо-Западном регионе России» (СМП), осуществлявшейся в рамках реализации «Программы глобального партнёрства» по сотрудничеству в решении проблем ядерного наследия «холодной войны» (утверждена на совещании Группы восьми государств в 2002 г. в Кананаскисе) и «Рамочного соглашения о многосторонней ядерно-экологической программе в Российской Федерации (МНЭПР)», которое в 2003 г. подписали 11 государств и 2 международные организации. Финансирование СМП осуществлял Европейский банк реконструкции и развития.
Инициатор создания в 2011 г. научного и информационно-аналитического журнала «Арктика: экология и экономика»; с 2011 по 2022 г. — Главный редактор этого журнала.

## Участие в работе редакционных коллегий научных журналов, экспертных советов и комиссий
Подробнее — см. на сайте Института проблем безопасного развития атомной энергетики

## Научные труды
А. А. Саркисов — автор более 350 научных публикаций, в том числе 39 монографий и сборников научных трудов, 19 учебников и учебных пособий, 15 изобретений.
Полный список публикаций см. на сайте Института проблем безопасного развития атомной энергетики

## Семья
Жена — Саркисова Нинель Гургеновна (1930—2022), юрист, кандидат экономических наук, доцент.
Сыновья: Аркадий (1953), подводник, кандидат экономических наук, капитан 1-го ранга в отставке;
Александр (1959), гидрограф, кандидат географических наук, капитан 3-го ранга в отставке.

## Увлечения
Теннис, изучение истории флота.

## Награды

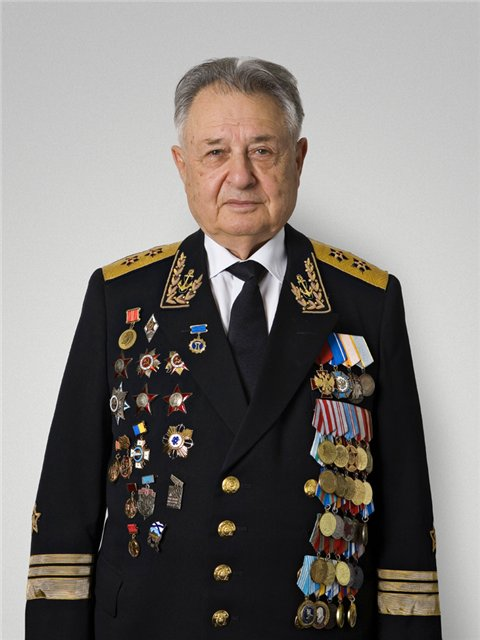

- Орден «За заслуги перед Отечеством» II степени (12.10.2020) — за большие заслуги в научной деятельности и многолетнюю добросовестную работу[8].
- Орден «За заслуги перед Отечеством» III степени (2010)[9]
- Орден «За заслуги перед Отечеством» IV степени (2004)[10]
- Орден Отечественной войны I степени (1985)
- Орден Отечественной войны II степени (1944)
- 3 ордена Красной звезды (1944, 1956, 1982)
- Орден «За службу Родине в Вооружённых Силах СССР» III степени (1975)
- Орден «Знак Почёта» (1975)
- Орден Почёта (1999)
- Медаль «За Победу над Германией» (1945)
- Медаль «За боевые заслуги» (1953)
- Медаль «За безупречную службу» I степени (1962)
- Медаль «Ветеран Вооружённых Сил СССР» (1984)
- Медаль «30 лет СА и ВМФ» (1948)
- Медаль «40 лет ВС СССР» (1957)
- Медаль «20 лет Победы в ВОВ 1941—1945 гг.» (1965)
- Медаль «50 лет ВС СССР» (1967)
- Медаль «За воинскую доблесть и ознаменование 100-летия со дня рождения В. И. Ленина» (1970)
- Медаль «30 лет Победы в ВОВ 1941—1945 гг.» (1975)
- Медаль «60 лет ВС СССР» (1978)
- Медаль «40 лет Победы в ВОВ 1941—1945 гг.» (1985)
- Золотая медаль имени А. П. Александрова (2007)
- Премия Правительства Российской Федерации 2013 года в области науки и техники — за разработку научно-технических основ и информационно-аналитическое обеспечение ликвидации ядерного наследия на Северо-Западе России (академик А. А. Саркисов — руководитель работы)[11]
- Международная энергетическая премия «Глобальная энергия» (2014)

Полный список государственных, ведомственных и научных наград А. А. Саркисова — см. на сайте Института проблем безопасного развития атомной энергетики